# Kebren (Fluss)
Der Kebren (altgriechisch Κεβρήν Kebrḗn) war ein kleiner Fluss in der Troas. An diesem lagen die gleichnamige Stadt Kebren und Skepsis. Nach den antiken Quellen soll es sich um einen linken Nebenfluss des Skamandros gehandelt haben. Den Namen des Flusses trägt der Flussgott Kebren.